# Eriborus argenteopilosus
Eriborus argenteopilosus là một loài tò vò trong họ Ichneumonidae.